# یوری پارک
یوری آلبرتوویچ پارک (روسی : Юрий Альбертович Пак؛ زاده ۲۸ دسامبر ۱۹۹۴) خواننده و مدل اهل کره جنوبی با اصلیت روسی، متولد ازبکستان است. اگرچه او ملیت روسی داشت، اما تابعیت جمهوری کره را گرفت. نام کره‌ای او پارک یوری است و با نام هنری یوری فعالیت می‌کند. وی در مجموعه تلویزیونی تقلید (۲۰۲۱) در نقش بنگ دو-جین، یکی از اعضای گروه شاکس بود.